# Ulica Dawna w Warszawie
Ulica Dawna – ulica na Starym Mieście, w dzielnicy Śródmieście w Warszawie.

## Historia
Ulica została wytyczona zapewne pod koniec XVI wieku; po raz pierwszy wzmiankowana w roku 1743 jako "między tyłami Kanoniów y Szkołami Jezuickimi na Gnojową Górę idąca", obecna nazwa została nadana w roku 1772. 
Jednak wcześniej teren ulicy był przedmiotem sądowego sporu, ponieważ kapituła kolegiaty Świętego Jana samowolnie zabudowała ulicę Dawną od strony ul. Jezuickiej domem proboszcza kolegiaty, z pozostawieniem przejścia pod arkadą mieszczącą się w kondygnacji przyziemia.
Rozstrzygnięciem sporu było wydzierżawienie ulicy kanonikom z zastrzeżeniem, że muszą udostępniać przejście przez bramę pod arkadą, jednak w późniejszych latach była ślepym zaułkiem: po roku 1831 koniec ulicy zajęły budynki gospodarcze, zaś na początku XX wieku arkada była zabudowana pomieszczeniem mieszczącym sklep.
Od założenia miasta Starej Warszawy do 1844 pomiędzy wylotem Dawnej i Celnej a Wisłą funkcjonowało wysypisko śmieci – Góra Gnojna.
W roku 1944 cała zabudowa ulicy została spalona; wszystkie domy odbudowano w latach 1958–1960 wraz z przywróceniem arkadowej bramy i wylotu na ul. Jezuicką.
Zabudowa ulicy jest przyporządkowana numeracji innych ulic: kamieniczki kanoników ul. Kanonia, a zabudowania Gimnazjum Zaluscianum – ul. Jezuickiej